# Marla Gibbs
Marla Gibbs, pseudonimo di Margaret Theresa Bradley (Chicago, 14 giugno 1931), è un'attrice e cantante statunitense, nota per il ruolo di Florence Johnston, la sarcastica domestica della sit-com I Jefferson, andata in onda negli Stati Uniti dal 1975 al 1985.

## Biografia
I suoi genitori erano Douglas Bradley, meccanico e proprietario di una fabbrica di ghiaccio di origine creola, e Ophelia Birdie Kemp, una donna d'affari d'origine haitiana.
Dopo un'apparizione non accreditata nel film Johnny lo svelto (1974), nel 1975 viene scelta per interpretare il ruolo di Florence, la sarcastica e scansafatiche domestica della sit-com I Jefferson (1975-1985), ruolo che le fa guadagnare una candidatura ai Golden Globe come miglior attrice non protagonista e cinque nomination agli Emmy Award.
Il personaggio di Florence ottiene subito un ottimo riscontro tanto che nel 1981 i produttori creano lo spin-off Checking In, serie televisiva concentrata sul personaggio di Florence, inedita in Italia perché terminata dopo quattro puntate.
Nel 1993 recita la parte della signora Reed nel film Meteor Man. Tra il 1997 e il 1998 presta la voce al personaggio di Duchess in otto puntate della serie d'animazione La carica dei 101 - La serie e tra il 1998 e il 2002 interpreta Hattie Mae Hughley in Casa Hughley. Come guest star partecipa alle serie Dawson's Creek, Il tocco di un angelo e Cold Case.
Apprezzata per il personaggio di Florence, è tornata a rivestire tale ruolo in un episodio di Willy il principe di Bel-Air e House of Payne. Nel 2005 ha partecipato ad un episodio della seconda stagione di Cold Case - Delitti irrisolti.
Amante della musica, dal 1981 al 1999 ha gestito un jazz club, il "Marla's Memory Lane Jazz and Supper Club", situato a South Los Angeles. Nel 2006 ha inciso un CD dal titolo It's Never Too Late, contenente canzoni jazz.
Marla Gibbs è la seconda di tre sorelle, Anche la maggiore,  Susie Garrett, è un'attrice.
Marla Gibbs è stata sposata dal 1955 al 1973 con Jordan Gibbs, suo fidanzato dai tempi delle scuole superiori.La coppia ha avuto tre figli: Angela (attrice che ha recitato, fra l'altro, in Sanford and Son), Dorian e Joseph.

## Filmografia parziale

### Cinema
- Sweet Jesus, Preacherman, regia di Henning Schellerup (1973)
- Johnny lo svelto (Black Belt Jones), regia di Robert Clouse (1974)
- Passing Through, regia di Larry Clark (1977)
- Up Against the Wall, regia di Ron O'Neal (1991)
- The Meteor Man, regia di Robert Townsend (1993)
- Border to Border, regia di Thomas Whelan (1998)
- Lost & Found, regia di Jeff Pollack (1999)
- The Visit, regia di Jordan Walker-Pearlman (2000)
- Afro Ninja, regia di Mark Hicks (2009)
- Madea - Protezione testimoni (Madea's Witness Protection), regia di Tyler Perry (2012)
- C'mon Man, regia di Kenny Young (2012)
- Tutto ciò che voglio (Please Stand By), regia di Ben Lewin (2017)
- El Camino - Il film di Breaking Bad (El Camino: A Breaking Bad Movie), regia di Vince Gilligan (2019)

### Televisione
- Barney Miller – serie TV, 1 episodio (1975)
- I Jefferson (The Jeffersons) – serie TV, 207 episodi (1975-1985)
- You Can't Take It with You, regia di Paul Bogart – film TV (1979)
- Checking In – serie TV, 4 episodi (1981)
- Love Boat (The Love Boat) – serie TV, 1 episodio (1981)
- Pryor's Place – serie TV, 3 episodi (1984)
- 227 – serie TV, 115 episodi (1985-1990)
- Tutti al college (A Different World) – serie TV, 1 episodio (1993)
- L'ispettore Tibbs (In the Heat of the Night) – serie TV, 1 episodio (1993)
- Il cane di papà (Empty Nest) – serie TV, 1 episodio (1993)
- La legge di Burke (Burke's Law) – serie TV, 1 episodio (1995)
- Dream On – serie TV, 1 episodio (1995)
- Willy il principe di Bel-Air (The Fresh Prince of Bel-Air) – serie TV, episodio 6x24 (1996)
- Più forte ragazzi (Martial Law) – serie TV, 2 episodi (1999)
- Il tocco di un angelo (Touched by an Angel) – serie TV, 1 episodio (2000)
- Giudice Amy (Judging Amy) – serie TV, 1 episodio (2001)
- The King of Queens – serie TV, 1 episodio (2002)
- Passions – serie TV, 1 episodio (2004)
- E.R. - Medici in prima linea (ER) – serie TV, 1 episodio (2005)
- Cold Case - Delitti irrisolti (Cold Case) – serie TV, episodio 2x22 (2005)
- Charlie Murphy's Law – serie TV, 1 episodio (2014)
- Hot in Cleveland – serie TV, 1 episodio (2015)
- Scandal – serie TV, 2 episodi (2015)
- American Horror Story – serie TV, 1 episodio (2015)
- Childrens Hospital – serie TV, 1 episodio (2016)
- Black-ish – serie TV, 1 episodio (2017)
- Trial & Error – serie TV, episodio 1x10 (2017)
- I Thunderman – serie TV, 1 episodio (2018)
- NCIS - Unità anticrimine (NCIS) – serie TV, episodio 16x06 (2018)
- Station 19 – serie TV, 3 episodi (2018)
- Giorno per giorno (One Day at a Time) − serie TV, 1 episodio (2020)
- Young Sheldon – serie TV, 1 episodio (2021)
- Il tempo della nostra vita (Days of Our Lives) – soap opera, 11 puntate (2021-2022)
- Cambio di direzione (Big Shot) – serie TV, 1 episodio (2021)
- Grey's Anatomy – serie TV, 4 episodi (2022-2024)
- Non sono ancora morta (Not Dead Yet) – serie TV, episodio 2x07 (2024)
- Will Trent – serie TV, episodio 3x01 (2025)

### Doppiatrice
- La carica dei 101 - La serie - serie TV, 9 episodi (1997-1998)

## Doppiatrici italiane
Nelle versioni in italiano delle opere in cui ha recitato, Marla Gibbs è stata doppiata da:
- Lisa Mazzotti in I Jefferson
- Rosalba Bongiovanni in Scandal
- Valeria Perilli in El Camino - Il film di Breaking Bad
- Stefania Romagnoli in Non sono ancora morta

## Discografia
- It's Never Too Late (2006)